# Вьон, Тибо
Тибо Вьон (фр. Thibaut Vion; родился 11 декабря 1993 года в Мон-Сен-Мартен, Франция) — французский футболист, нападающий клуба ЦСКА (София).

## Клубная карьера
Вьон — воспитанник клубов «Лекси», «Мец» и португальского «Порту». Для получения игровой практики он был переведён в дублирующую команду «драконов». 12 августа 2012 года в матче против «Тондела» Тибо дебютировал в Сенгунда лиге. 7 апреля 2013 года в поединке против «Ароки» Вьон забил свой первый гол за дублёров «Порту». В начале 2014 года он вернулся в «Мец». 22 февраля в матче против «Клермона» Тибо дебютировал в Лиге 2. По итогам сезона он помог «Мецу» выйти в элиту. 18 октября в матче против «Ренна» Вьон дебютировал в Лиге 1. В конце сезона команда вновь вылетела в Лигу 2.
Летом 2015 года Тибо на правах аренды перешёл в бельгийский «Серен». 6 сентября в матче против «Серкль-Брюгге» он дебютировал во втором дивизионе Бельгии. 14 ноября в поединке против «Ломмел Юнайтед» Вьон забил свой первый гол за «Серен». По окончании аренды он вернулся в «Мец».

## Международная карьера
В 2012 году в составе юношеской сборной Франции Вьон принял участие в юношеском чемпионате Европы в Эстонии. На турнире он сыграл в матчах против команд Испании, Хорватии и Сербии. В поединке против сербов Тибо забил гол.
В 2013 году в составе молодёжной сборной Франции Вьон стал победителем молодёжного чемпионата мира в Турции. На турнире он сыграл в матчах против командИспании и Турции. В поединке против испанцев Тибо забил гол.

## Достижения
Международные
 Франция (до 21)
- Молодёжный чемпионат мира — 2013